# 19e étape du Tour de France 2011
La 19e étape du Tour de France 2011 s'est déroulée le vendredi 22 juillet 2011 entre Modane et L'Alpe d'Huez. Le Français Pierre Rolland, coéquipier de Thomas Voeckler au sein de l'équipe Europcar, gagne devant les Espagnols Samuel Sánchez et Alberto Contador. Thomas Voekcler perd son Maillot Jaune au profit d'Andy Schleck, qui possède désormais 53 secondes d'avance sur son frère aîné Fränk, et 57 secondes sur l'Australien Cadel Evans. Ainsi, pour la première fois dans l'histoire du Tour de France, deux frères occupent les deux premières places du classement général, et ce à deux étapes de l'arrivée. Ce jour-ci, 83 coureurs finissent l'étape hors délais avant d'être finalement repêchés par la direction.

## L'étape
La 19ème étape relie Modane à l'Alpe d'Huez sur une courte distance de 109,5 kilomètres et comporte trois difficultés répertoriées : le col du Télégraphe (1re catégorie, 11,9 km à 7,1%, km 26,5), le col du Galibier (hors-catégorie, 16,7 km à 6,8%, km 48,5) et la montée finale vers l'Alpe d'Huez (hors-catégorie, 12,4 km à 7,9%, km 109,5). Le sprint intermédiaire est situé au Bourg-d'Oisans (km 94,5).
2011 est l'année du centenaire du Col du Galibier sur le parcours du Tour de France, y figurant pour la première fois en 1911. Les coureurs l'empruntent pour la deuxième fois, après y être arrivé la veille par le versant des Hautes-Alpes en provenance de Pinerolo (Italie).

## Déroulement de la course

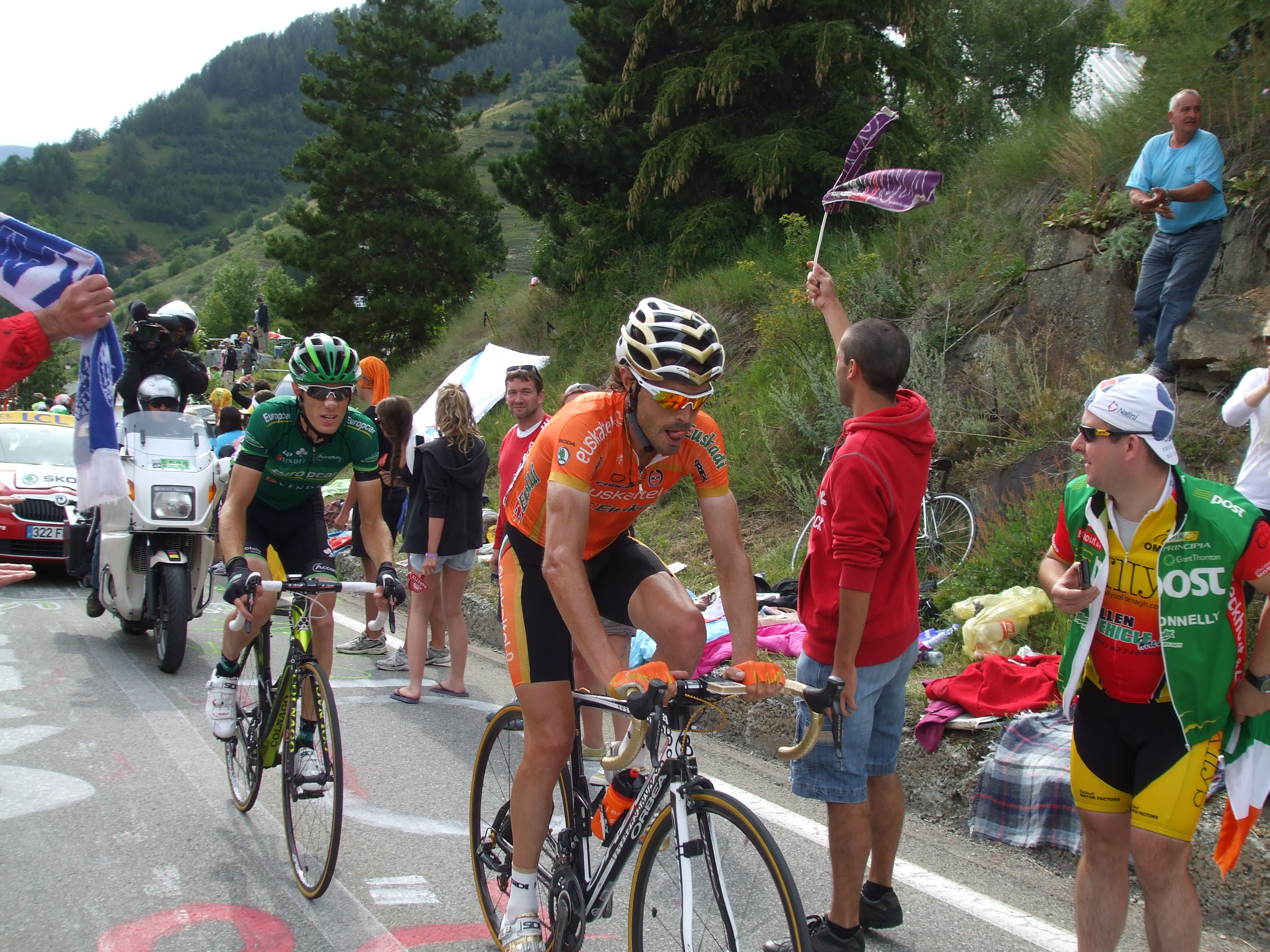
Samuel Sánchez et Pierre Rolland dans la montée de l'Alpe d'Huez.

Treize coureurs composent l'échappée. Alberto Contador attaque au kilomètre 16,7. Il est suivi par les frères Andy et Fränk Schleck et deux de leurs coéquipiers. Cadel Evans et le Maillot Jaune Thomas Voeckler les rejoignent. Ce groupe possède deux minutes de retard sur un groupe d'échappés. Evans au kilomètre 22, puis Voeckler au kilomètre 23, lâchent prise. Dans l'échappée, Gorka Izagirre passe en tête au col du Télégraphe, le groupe Contador passe alors avec 36 secondes d'avance sur Thomas Voeckler, le peloton passe avec 1 min 36 s de retard sur la tête. Au kilomètre 40, Voeckler a 31 secondes de retard sur Contador, Andy Schleck, Christophe Riblon et Rui Costa. Les quatre hommes creusent l'écart dans la montée du Galibier, Samuel Sánchez se lance à leur poursuite alors que Cadel Evans accélère l'allure du groupe des poursuivants, Voeckler ne peut pas suivre et est de nouveau lâché. Andy Schleck passe en tête au Col du Galibier avec ses trois compagnons d'échappée, Samuel Sánchez est à 38 s, le groupe Evans suit alors que Voeckler est à 1 min 27 s. Samuel Sánchez rejoint les quatre hommes de tête au kilomètre 63,5, Voeckler a près de 2 minutes de retard sur Andy Schleck. À 23 km de l'arrivée, les échappés sont rejoints et un groupe de quatorze coureurs se constitue avec les favoris à l'exception de Thomas Voeckler et Ivan Basso qui comptent 1 min 30 s de retard. Le groupe maillot jaune rejoint les hommes de tête à 15 km de l'arrivée alors que Pierre Rolland et Ryder Hesjedal se sont échappés et comptent 1 min d'avance. Contador accélère à 12,5 km de l'arrivée et lâche les frères Schleck et Cadel Evans, Voeckler est à nouveau décroché. À 10 km de l'arrivée, Contador compte 30 s d'avance sur le groupe de poursuivants comprenant Andy Schleck et Cadel Evans, alors que Pierre Rolland est intercalé. À 5,5 km de l'arrivée, Contador compte 22 secondes d'avance sur Samuel Sánchez et Pierre Rolland, Cadel Evans et Andy Schleck sont à 1 minute. Samuel Sánchez ramène Pierre Rolland sur Contador à 2,5 km de l'arrivée. Le Français attaque et se retrouve seul en tête à 2 km de l'arrivée. Pierre Rolland remporte l'étape devant Samuel Sánchez à 14 s et Alberto Contador à 23 s, alors qu'un groupe composé de Cadel Evans, Andy et Fränk Schleck termine à 57 s. Andy Schleck prend le maillot jaune avec 53 s d'avance sur son frère, et 57 s d'avance sur Cadel Evans. Rolland prend le maillot de meilleur jeune ; Sánchez endosse pour sa part le maillot à pois.
84 coureurs entrent dans les délais. Comme la veille, le gruppetto de 83 coureurs est repêché par le jury des commissaires. Comme le règlement le dispose, ils écopent d'une pénalité équivalente au nombre de points récompensant le vainqueur du jour. Les coureurs écopent d'un retrait de vingt points au classement par points. Certains se retrouvent donc avec un total négatif.
La victoire de Pierre Rolland est la première d'un coureur français dans ce Tour, et la première d'un Français à L'Alpe d'Huez depuis celle de Bernard Hinault en 1986.

## Résultats

### Classement de l'étape
|    | Coureur          | Pays       | Équipe            |    | Temps           |
| -- | ---------------- | ---------- | ----------------- | -- | --------------- |
| 1  | Pierre Rolland   | France     | Europcar          | en | 3 h 13 min 25 s |
| 2  | Samuel Sánchez   | Espagne    | Euskaltel-Euskadi | +  | 14 s            |
| 3  | Alberto Contador | Espagne    | Saxo Bank-SunGard |    | 23 s            |
| 4  | Peter Velits     | Slovaquie  | HTC-Highroad      |    | 57 s            |
| 5  | Cadel Evans      | Australie  | BMC Racing        |    | 57 s            |
| 6  | Thomas De Gendt  | Belgique   | Vacansoleil-DCM   |    | 57 s            |
| 7  | Damiano Cunego   | Italie     | Lampre-ISD        |    | 57 s            |
| 8  | Fränk Schleck    | Luxembourg | Leopard-Trek      |    | 57 s            |
| 9  | Andy Schleck     | Luxembourg | Leopard-Trek      |    | 57 s            |
| 10 | Ryder Hesjedal   | Canada     | Garmin-Cervélo    |    | 1 min 15 s      |

### Sprints
L'étape comporte un sprint intermédiaire situé au Bourg-d'Oisans au kilomètre 94,5. Le Canadien Ryder Hesjedal remporte les 20 points attribués au vainqueur. La course du jour est classée « haute montagne » et n'attribue ainsi que 20 points pour le classement par points au vainqueur du sprint final, qui a lieu à L'Alpe d'Huez au kilomètre 109,5. Le vainqueur de l'étape Pierre Rolland gagne ces 20 points.
| Premier     | Ryder Hesjedal    | 20 pts. |
| Deuxième    | Pierre Rolland    | 17 pts. |
| Troisième   | Arnold Jeannesson | 15 pts. |
| Quatrième   | Rui Costa         | 13 pts. |
| Cinquième   | Christophe Riblon | 11 pts. |
| Sixième     | David Moncoutié   | 10 pts. |
| Septième    | Anthony Charteau  | 9 pts.  |
| Huitième    | Julien El Fares   | 8 pts.  |
| Neuvième    | Cyril Gautier     | 7 pts.  |
| Dixième     | Vincent Jérôme    | 6 pts.  |
| Onzième     | Thomas Voeckler   | 5 pts.  |
| Douzième    | Rein Taaramäe     | 4 pts.  |
| Treizième   | Jens Voigt        | 3 pts.  |
| Quatorzième | Kevin De Weert    | 2 pts.  |
| Quinzième   | Blel Kadri        | 1 pt.   |

| Premier     | Pierre Rolland         | 20 pts. |
| Deuxième    | Samuel Sánchez         | 17 pts. |
| Troisième   | Alberto Contador       | 15 pts. |
| Quatrième   | Peter Velits           | 13 pts. |
| Cinquième   | Cadel Evans            | 11 pts. |
| Sixième     | Thomas De Gendt        | 10 pts. |
| Septième    | Damiano Cunego         | 9 pts.  |
| Huitième    | Fränk Schleck          | 8 pts.  |
| Neuvième    | Andy Schleck           | 7 pts.  |
| Dixième     | Ryder Hesjedal         | 6 pts.  |
| Onzième     | Tom Danielson          | 5 pts.  |
| Douzième    | Jean-Christophe Péraud | 4 pts.  |
| Treizième   | Hubert Dupont          | 3 pts.  |
| Quatorzième | Rein Taaramäe          | 2 pts.  |
| Quinzième   | Ivan Basso             | 1 pt.   |

### Côtes
Les premiers points pour le classement de la montagne sont attribués au col du Télégraphe, à 1 566 m d'altitude et classé 1re catégorie. L'Espagnol Gorka Izagirre est le premier à franchir cette difficulté après 26,5 kilomètres de course, empochant ainsi 10 points. Le deuxième col de l'étape est le Galibier, à 2 556 m d'altitude et situé au kilomètre 48,5. Andy Schleck passe ce col en-tête et reçoit les 20 points attribués au premier coureur d'un col hors-catégorie. L'arrivée est située au kilomètre 109,5 en altitude sur sommet hors catégorie de L'Alpe d'Huez (1 850 m), ce qui double les points du Grand Prix de la montagne. Le vainqueur de l'étape, Pierre Rolland, remporte 40 points devant ses poursuivants Samuel Sánchez et Alberto Contador avec respectivement 32 et 24 points.
| Premier   | Gorka Izagirre    | 10 pts |
| Deuxième  | Andy Schleck      | 8 pts  |
| Troisième | Alberto Contador  | 6 pts  |
| Quatrième | Leonardo Duque    | 4 pts  |
| Cinquième | Johnny Hoogerland | 2 pts  |
| Sixième   | Christophe Riblon | 1 pts  |

| Premier   | Andy Schleck      | 20 pts |
| Deuxième  | Alberto Contador  | 16 pts |
| Troisième | Rui Costa         | 12 pts |
| Quatrième | Christophe Riblon | 8 pts  |
| Cinquième | Samuel Sánchez    | 4 pts  |
| Sixième   | Ryder Hesjedal    | 2 pts  |

| - 3. L'Alpe d'Huez, Hors-catégorie (kilomètre 109,5) \| Premier \| Pierre Rolland \| 40 pts \| \| Deuxième \| Samuel Sánchez \| 32 pts \| \| Troisième \| Alberto Contador \| 24 pts \| \| Quatrième \| Peter Velits \| 16 pts \| \| Cinquième \| Cadel Evans \| 8 pts \| \| Sixième \| Thomas De Gendt \| 4 pts \| |                  |        |
| Premier | Pierre Rolland   | 40 pts |
| Deuxième | Samuel Sánchez   | 32 pts |
| Troisième | Alberto Contador | 24 pts |
| Quatrième | Peter Velits     | 16 pts |
| Cinquième | Cadel Evans      | 8 pts  |
| Sixième | Thomas De Gendt  | 4 pts  |

### Abandon
- Björn Leukemans (Vacansoleil-DCM) : hors-délais

## Classements à l’issue de l’étape

### Classement général
|    | Coureur          | Pays       | Équipe              | Temps | Temps            |
| -- | ---------------- | ---------- | ------------------- | ----- | ---------------- |
| 1  | Andy Schleck     | Luxembourg | Leopard-Trek        | en    | 82 h 48 min 43 s |
| 2  | Fränk Schleck    | Luxembourg | Leopard-Trek        | +     | 53 s             |
| 3  | Cadel Evans      | Australie  | BMC Racing          |       | 57 s             |
| 4  | Thomas Voeckler  | France     | Europcar            |       | 2 min 10 s       |
| 5  | Damiano Cunego   | Italie     | Lampre-ISD          |       | 3 min 31 s       |
| 6  | Alberto Contador | Espagne    | Saxo Bank-SunGard   |       | 3 min 55 s       |
| 7  | Samuel Sánchez   | Espagne    | Euskaltel-Euskadi   |       | 4 min 22 s       |
| 8  | Ivan Basso       | Italie     | Liquigas-Cannondale |       | 4 min 40 s       |
| 9  | Tom Danielson    | États-Unis | Garmin-Cervélo      |       | 7 min 11 s       |
| 10 | Pierre Rolland   | France     | Europcar            |       | 8 min 57 s       |

### Classement par points
|   | Cycliste           | Pays        | Équipe             | Points |
| - | ------------------ | ----------- | ------------------ | ------ |
| 1 | Mark Cavendish     | Royaume-Uni | HTC-Highroad       | 280    |
| 2 | José Joaquín Rojas | Espagne     | Movistar           | 265    |
| 3 | Philippe Gilbert   | Belgique    | Omega Pharma-Lotto | 230    |

- Étant arrivés hors-délais avec le gruppetto, Mark Cavendish & José Joaquín Rojas ont tout de même été repêchés mais ont eu 20 points de pénalité.

### Classement du meilleur grimpeur
|   | Cycliste        | Pays       | Équipe             | Points |
| - | --------------- | ---------- | ------------------ | ------ |
| 1 | Samuel Sánchez  | Espagne    | Euskaltel-Euskadi  | 108    |
| 2 | Andy Schleck    | Luxembourg | Leopard-Trek       | 98     |
| 3 | Jelle Vanendert | Belgique   | Omega Pharma-Lotto | 74     |

Il s'agit de la dernière étape comportant des cols répertoriés. À l'issue de cette étape Samuel Sánchez (à condition qu'il finisse le tour) est donc assuré d'être le meilleur grimpeur.

### Classement du meilleur jeune
|   | Cycliste       | Pays    | Équipe       | Temps | Temps            |
| - | -------------- | ------- | ------------ | ----- | ---------------- |
| 1 | Pierre Rolland | France  | Europcar     | en    | 82 h 57 min 40 s |
| 2 | Rein Taaramäe  | Estonie | Cofidis      | +     | 1 min 33 s       |
| 3 | Jérôme Coppel  | France  | Saur-Sojasun |       | 7 min 52 s       |

### Classement par équipes
|   | Équipe            | Pays       | Temps | Temps             |
| - | ----------------- | ---------- | ----- | ----------------- |
| 1 | Garmin-Cervélo    | États-Unis | en    | 248 h 02 min 15 s |
| 2 | AG2R La Mondiale  | France     | +     | 11 min 58 s       |
| 3 | Team Leopard-Trek | Luxembourg |       | 12 min 57 s       |